# 谷口榮
谷口 榮（たにぐち さかえ、1961年 - ）は、日本の歴史考古学者。葛飾区主査学芸員、日本考古学協会理事。

## 来歴
東京都葛飾区生まれ。国士館大学文学部史学地理学科卒業。2015年「東京低地の古代・中世の開発と景観 主に東京低地東部(葛西)を中心に」で駒澤大学より博士（歴史学）の学位を取得。立正大学・明治大学・國學院大學・和洋女子大学兼任講師、NHK高校講座日本史講師も務めた。葛飾区産業観光部観光課主査学芸員。日本考古学協会理事、観光考古学会理事、日本歴史学協会文化保護特別委員、境界協会顧問など歴任。よみうりカルチャー講師、新潮講座講師も務める。NHK「ブラタモリ」にも出演
。
研究テーマは、東京下町や旧葛飾郡域の環境と人間活動の変遷を通史的に研究。そのほか地形や地理と人間活動の関係性、地域的な飲食文化なども調査研究対象としている。
立石三郎、勝鹿亭立石というペンネームでも執筆活動を行う。

## 著書
- 『東京下町に眠る戦国の城・葛西城』 (シリーズ「遺跡を学ぶ」） 新泉社, 2009.4
- 『江戸東京の下町と考古学 地域考古学のすすめ』雄山閣, 2016.2
- 『東京下町の開発と景観 古代編』雄山閣, 2018.5
- 『東京下町の開発と景観 中世編』雄山閣, 2018.12
- 『東京下町の前方後円墳 柴又八幡神社古墳』 (シリーズ「遺跡を学ぶ」） 新泉社, 2020.3
- 『千ベロの聖地「立石」物語 もつ焼きと下町ハイボール』新泉社, 2021.3
- 『都市計画家(アーバンプランナー)徳川家康』(MdN新書） エムディエヌコーポレーション, 2021.4

### 共編著
- 『五段田遺跡の発掘調査』 (文化財シリーズ） 小林千浪共編. 東京都板橋区教育委員会, 1988.3
- 『歴史考古学を知る事典』熊野正也,川上元,古泉弘共編. 東京堂出版, 2006.12
- 『吾妻鏡事典』佐藤和彦共編. 東京堂出版, 2007.8
- 『遺跡が語る東京の歴史』鈴木直人,深澤靖幸共編. 東京堂出版, 2009.9
- 『海の日本史江戸湾』石村智,蒲生眞紗雄共著. 洋泉社・歴史新書, 2018.8